# مجموعة علي بابا

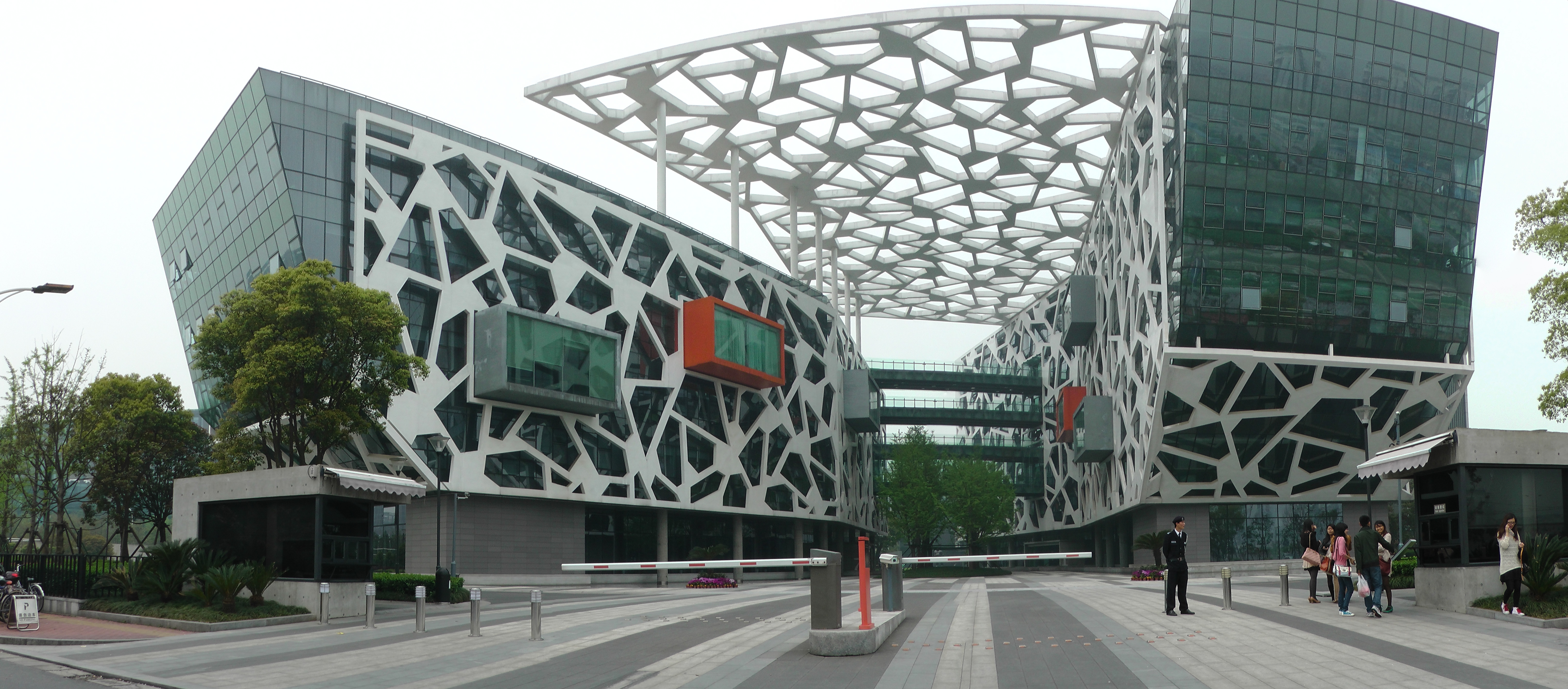
مقر الشركة الأم بمدينة هانغتشو، في جمهورية الصين الشعبية

مجموعة علي بابا القابضة (صينية مبسطة: 阿里巴巴集团 ؛ صينية تقليدية: 阿里巴巴集團 ؛ بينيين: Ālǐbābā Jítuán) هي شركة صينية في حوزة القطاع الخاص الصيني تكسب جل إيراداتها من أنشطتها التجارية عبر شبكة الإنترنت بما في ذلك محرك بحث للتسوق وخدمات الحوسبة السحابية وخدمات الدفع عبر الإنترنت وتجارة الجملة والتجزئة، إضافة إلى سوق عام يهدف لتسهيل التجارة بين الشركات والأفراد والتجار، على الصعيدين الدولي والصيني.
ويقع مقرها الرئيسي بمدينة هانغتشو، في جمهورية الصين الشعبية إذ حسب إحصاأت سنة 2014 توظف مجموعة علي بابا والشركات التابعة لها أكثر من 22,000 شخص  في أكثر من 70 مدينة ومنطقة، بما في ذلك الصين، هونغ كونغ، الهند، اليابان، كوريا، تايوان، المملكة المتحدة والولايات المتحدة الأمريكية.
في عام 2012، قدرت قيمة مبيعات موقعين تابعين للمجموعة ب1.1 تريليون يوان (170 مليار دولار) بمعدل أكثر من موقعي المنافسين إيباي وأمازون مجتمعة  وفي مارس 2013 قدرت المجلة الاقتصادية ذي إيكونومست القيمة مابين 55 مليار دولار لأكثر من 120 مليار دولار.
تم إنشاء المجموعة في عام 1999 عندما أراد مؤسسها جاك ما إنشاء بوابة إلكترونية موجهة للأعمال لربط الصناع والتجار الصينيين بالمشترين من جميع أنحاء العالم أسماها علي بابا دوت كوم ثم أنشئ موقع تاوباو على غرار موقع إيباي الموجه من المستهلك إلى المستهلك، والذي يعتبر واحداً من 20 مواقعا الأكثر زيارة على مستوى العالم بضمه لما يقرب من مليار منتج. تمثل مواقع مجموعة علي بابا القابضة أكثر من ٪60 من الطرود المسلمة للصين.
يمثل موقع علي باي (Alipay) خدمة الدفع المضمون عبر الإنترنت، ما يقرب نصف جميع معاملات الدفع الإلكتروني داخل الصين. تشكل فيها خدمات علي بابا الغالبية العظمى من هذه المدفوعات المستخدمة. حاليا تسعى المجموعة لطرح أبيل دوفر في الولايات المتحدة بعد تعذر التوصل إلى إتفاق مع المنظمين في هونغ كونغ.

## التاريخ

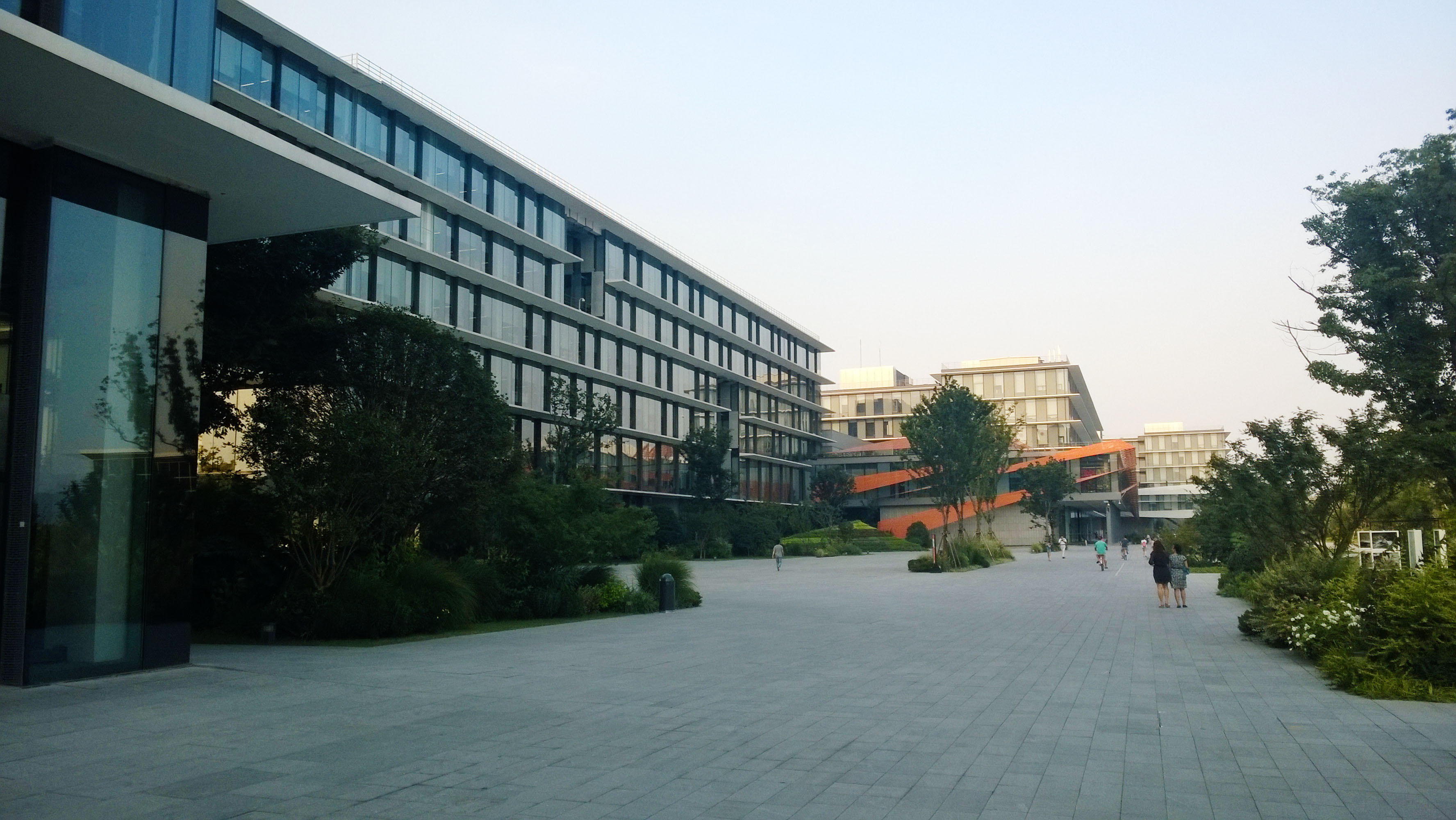
"مدينة تاوباو"، مقر الشركة الرئيسي لمجموعة علي بابا في شي شي، هانغتشو.

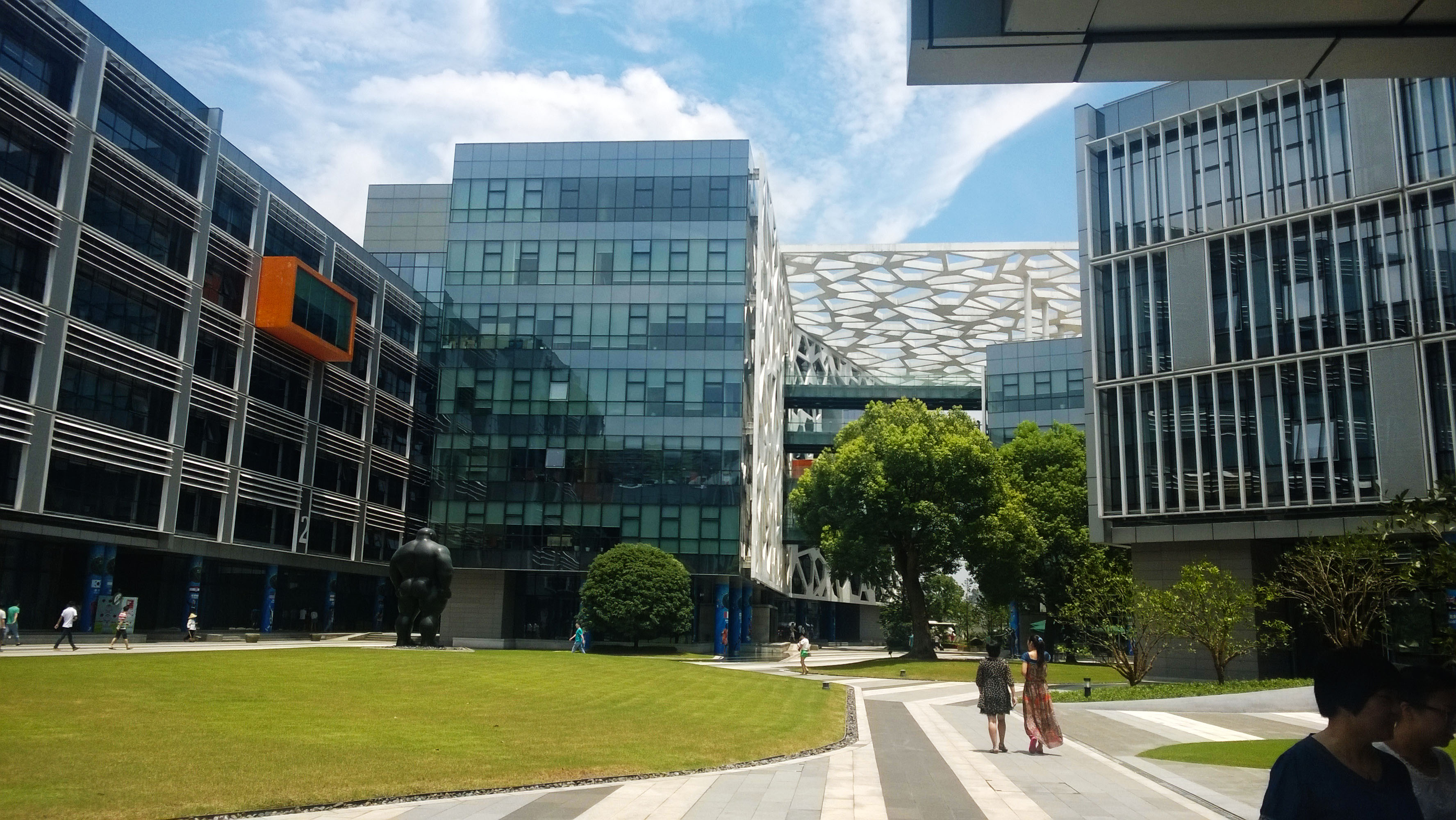
مقر الشركة في هانغتشو.

مجموعة علي بابا القابضة المحدودة، شركة صينية متعددة الجنسيات متخصصة في التجارة الإلكترونية، تجارة التجزئة، الإنترنت، وتكنولوجيا الذكاء الصناعي. تأسست الشركة في عام 1999، منذ ذلك الحين وهي تقدم خدمات البيع للمستهلكين من رجال الأعمال والشركات الأصغر حجما عبر بوابات الويب، بالإضافة إلى خدمات الدفع الإلكترونية ومحركات البحث للتسوق وخدمات الحوسبة السحابية. تدير علي بابا مجموعة متنوعة من الشركات في جميع أنحاء العالم في العديد من القطاعات. تم اختيار المجموعة من قبل مجلة فورتشن كأكثر الشركات إثارة للإعجاب على مستوى العالم.
في تاريخ إغلاق العرض العام الأولي للشركة (IPO) وصلت قيمتها إلى 25 مليار دولار أمريكي لتصبح بذلك هي الأعلى على مر التاريخ. في 19 سبتمبر 2014، بلغت القيمة السوقية للشركة 231 مليار دولار.
بحلول يونيو 2018، بلغ السقف السوقي للمجموعة 542 مليار دولار لتصبح بذلك واحدة من أكبر 10 شركات في العالم وأكثرها قيمة. في يناير 2018، أصبحت مجموعة علي بابا هي ثاني شركة آسيوية تتجاوز مبيعاتها حاجز 500 مليار دولار بعد تينسنت. كما أصبحت في نفس العام على المركز التاسع في قيم العلامات التجارية العالمية.
مع عمليات تجارية في أكثر من 200 دولة وإقليم تعد مجموعة علي بابا أكبر متجر تجزئة في العالم، واحدة من أكبر شركات الإنترنت وشركات الذكاء الاصطناعي، واحدة من أكبر شركات رأس المال الاستثماري، واحدة من أكبر شركات الاستثمار في العالم.
تستضيف الشركة أكبر الأسواق الإلكترونية (Alibaba.com) وتاوباو، تجاوزت مبيعاتها وأرباحها على الإنترنت جميع تجار التجزئة في الولايات المتحدة (بما في ذلك وال مارت، أمازون وإي باي) مجتمعين منذ 2015. توسعت الشركة في صناعة وسائل الإعلام، مع ارتفاع الإيرادات بنسبة ثلاث نقاط مئوية على أساس سنوي.
أدارت المجموعة يوم الفرد في الصين إلى أكبر يوم للتسوق عبر الإنترنت في العالم في عام 2018. تراوحت الحصيلة النهائية على منصات علي بابا إلى 30,802,477,608 دولار أمريكي، بزيادة قدرها 27% عن إجمالي العام الماضي بأسعار الصرف الحالية، لكن أقل من النسبة التاريخية للشركة في عام 2017 حيث وصلت إلى 40%.

### الاسم والتأسيس

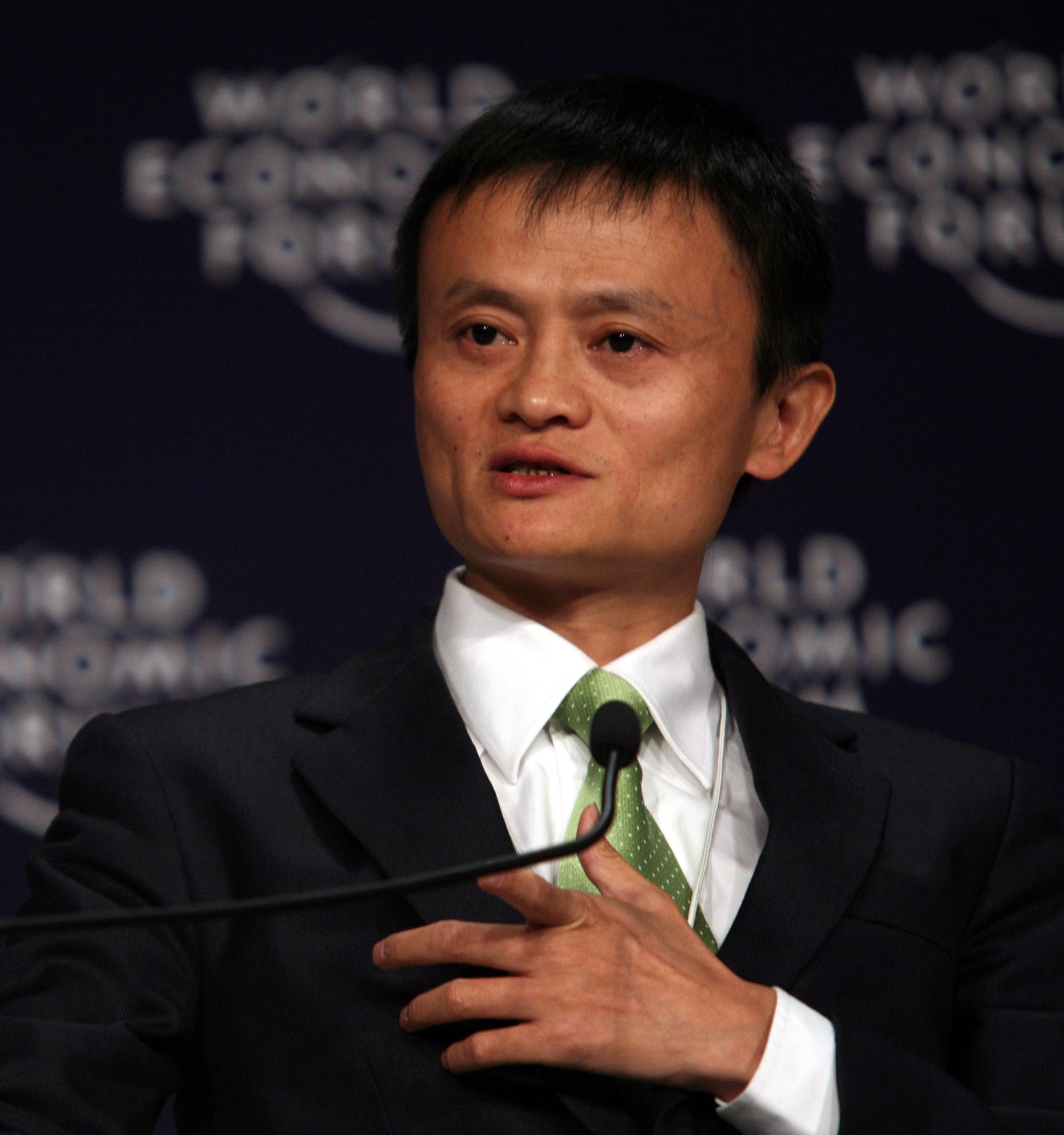
جاك ما مؤسس الشركة

جاء اسم الشركة من شخصية علي بابا من كتاب الأدب العربي ألف ليلة وليلة بسبب جاذبيته العالمية. أوضح جاك ما، أحد المؤسسين الشركة قائلا:

«أثناء مكوثي على مقهى في مدينة سان فرانسيسكو خطر في بالي اسم علي بابا وكم هو جيدا لتسمية مشروعي حتى جاءت النادلة وسألتها هل تعرفين علي بابا؟ فأجابت نعم. فسألتها ماذا تعرفين عنه؟ فأجابت»افتح يا سمسم «. حينها تأكدت أنه الاسم المناسب. خرجت من المقهى وتجولت في الشوارع، قابلت في ذلك اليوم 30 شخصا من الهند، ألمانيا، طوكيو وحتى الصين سألتهم جميعا هل تعرفون علي بابا؟ أجابوا جميعا بنعم» علي بابا- افتح يا سمسم «. علي بابا رجل أعمال طيب وعطوف ساعد أهل قريته. علي بابا اسم سهل نطقة مهما اختلف لسان الناطق به. سجلنا أيضا اسم» اليمامة«في حال أراد أحدهم الزواج منا!»
صرح لي تشوان، مسؤول تنفيذي كبير في شركة علي بابا، أن الشركة كانت تخطط في عام 2013 لفتح منافذ البيع التقليدية ومخازن ارتجاع بالشراكة مع شركة العقارات الصينية داليان واندا. بالإضافة إلى ذلك، اشترت بابا حصة 25% في سلسلة متاجر إينتيمي ريتيل الصينية للتجزئة الصينية المدرجة في هونغ كونغ في أوائل عام 2014.
في أوائل عام 2017، وافق شين جيوجون مؤسس علي بابا وإنتيمي على دفع ما يقرب من 19.8 مليار دولار هونغ كونغ (2.6 مليار دولار) لتشييد سلسلة متاجر خاصة به. وصلت أرباح علي بابا في عام 2014 من استثمارات المتاجر إلى 24% بما يقرب من 692 مليون دولار لترتفع بعد الصفقة إلى ما يقرب من 74% لتصبح قيمتها 2,64 قبل موافقة جيوجون تقريبا.

### الاكتتاب العام
في 5 سبتمبر 2014، حددت المجموعة- في ملف تنظيمي مع هيئة الأوراق المالية والبورصات الأمريكية- سعرًا يتراوح ما بين 60 إلى 66 دولارًا أمريكيًا للسهم الواحد للاكتتاب العام الأولي المحدد (IPO). سيحدد السعر النهائي للسهم مدى اهتمام المستثمرين بأسهم المجموعة.
في 18 سبتمبر 2014، بلغ سعر الاكتتاب الأولي لمجموعة على بابا 68 دولارًا أمريكيًا، لترتفع قيمة أسهم المجموعة إلى 21.8 مليار دولار أمريكي. أصبح على بابا صاحب أكبر اكتتاب عام في تاريخ الولايات المتحدة. في 19 سبتمبر 2014، بدأت أسهم علي بابا (BABA) التداول في بورصة نيويورك بسعر افتتاح 92.70 دولار في الساعة 11:55 بتوقيت شرق الولايات المتحدة.
في 22 سبتمبر 2014، أعلن كتاب علي بابا بأنهم قد مارسوا خيار greenshoe لبيع أسهم 15% أكثر مما كان مخططًا في الأصل، مما عزز إجمالي مبلغ الاكتتاب إلى 25 مليار دولار.

### جاك ما
في سبتمبر 2018، أعلن رجل الأعمال والملياردير الصيني والشريك المؤسس للشركة جاك ما، أنه سوف يتنحى عن منصبه كرئيس خلال عام واحد حتى يتمكن من التركيز على الأعمال الخيرية. صرحت بعدها صحيفة ذي إيكونوميست أن جاك ما كان له تأثيرا كبيرا ليس في الصين فقط وإنما في جميع دول العالم.

## الشركات والكيانات التابعة لها

### التجارة الإلكترونية ومنصات خدمات التجزئة
في عام 2016، حققت كل من شركة علي بابا تاوباو وتيمول، وهما من أكبر أسواق البيع بالتجزئة على الإنترنت وأكثرها شعبية على مستوى العالم إجمالي مبيعات يصل إلى 3 تريليون يوان (478.6 مليار دولار أمريكي). تهدف المجموعة إلى مضاعفة حجم المعاملات إلى 6 تريليون يوان بحلول عام 2020. بحلول فبراير عام 2018، بلغ عدد المستخدمين النشطين في تاوباو إلى 580 مليون مستخدم شهريًا، في حين وصل العدد في تيمول إلى 500 مليون مستخدم نشط شهريًا.
تهتم المجموعة بتوسيع سرعة شبكة التجارة الإلكترونية خارج البلاد، حيث صرحت المجموعة أنها ستسثمر 100 مليار يوان على مدى خمس سنوات لبناء شبكة لوجستية عالمية لدعم التوسع خارج الصين. تقوم الشركة الآن بالفعل باستثمار 5.3 مليار يوان في شركة كانيوا اللوجستية لتعزيز حصتها من 47% إلى 51%. سيجعل هذا الاستثمار كانيوا من أكبر المشاريع اللوجستية الصينية برأس مال يصل إلى 20 مليار دولار.

#### موقع علي بابا
تعتبر منصة علي بابا هي النشاط الأساسي للشركة، كما تم اختيارها في عام 2014 كأكبر منصة تداول للأنشطة التجارية عبر الإنترنت للشركات الصغيرة في العالم. تأسس الموقع في هانغتشو في شرق الصين بثلاث خدمات رئيسية. الصفحة الرسمية للموقع مكتوبة باللغة الإنجليزية كلغة وسيطة للتعامل مع المستوردين والمصدرين في أكثر من 240 دولة ومنطقة.
تم تطوير البوابة الصينية 1688.com للتعامل مع الشركات الصينية. توفر المنصة موقع إلكتروني للبيع بالتجزئة على شكل معاملات حيث يسمح للمشترين الصغار بشراء كميات صغيرة من السلع بأسعار الجملة. تم طرح منصة علي بابا في بورصة هونغ كونغ عام 2007 واستمرت خمس أعوام قبل أن يتم شطبها في عام 2012. في عام 2013، تم اطلاق قناة بث مباشر لموقع 1688.com الذي بفضلة زادت المبيعات اليومية بمقدار 30 مليون دولار.

#### موقع علي إكسبريس

شعار موقع علي إكسبريس

تم إطلاق منصة على اكسبريس في عام 2010. الموقع عبارة عن خدمة بيع بالتجزئة عبر الإنترنت تتكون من شركات صينية صغيرة تقدم منتجاتها للمشترين الدوليين عبر الإنترنت. يعتبر هذا الموقع هو موقع التجارة الإلكترونية الأكثر زيارة في روسيا.
يسمح الموقع بتوفير منصة إعلامية للشركات الأخرى لبيع منتجاتها للمستهلكين لذلك من الأكثر دقة مقارنة علي اكسبريس بموقع إي باي، حيث يمكن أن يكون البائع شركة أو فرد. الفرق الرئيسي بينه وبين تاوباو هو أن الموقع يستهدف المشتريين الدوليين في المقام الأول لا سيما في الولايات المتحدة الأمريكية، روسيا، البرازيل وإسبانيا.

#### موقع تاوباو

شعار شركة تاوباو.

بحلول عام 2013، أصبح سوق تاوباو أكبر منصة تسوق عبر الإنترنت للمستهلكين في الصين. تأسس الموقع في عام 2003، مقدما مجموعة متنوعة من المنتجات للبيع بالتجزئة. في يناير 2015، كان الموقع الثاني الأكثر زيارة في الصين، وفقا لموقع أليكسا دوت كوم. يعزى نمو تاوباو السريع إلى تقديمه لامكانية التسجيل المجاني والمعاملات الخالية من العمولات عن طريق استخدام منصة دفع مجانية لطرف ثالث.
تمثل الإعلانات 85% من إجمالي أرباح الموقع. قدرت أرباح تاوباو في عام 2010 بما يقرب من 1.5 مليار يوان (235.7 مليون دولار أمريكي) ممثلة بذلك 0.4% فقط من إجمالي مبيعاتهم التي قدرت بما يقارب 400 مليار يوان (62.9 مليار دولار) هذا العام.
وفقا لتشانغ يو، المدير التنفيذي لتاوباو، في الفترة ما بين عامي 2011 و 2013 ازدادت عدد المتاجر التي لا تقل مبيعاتها السنوية عن 100 ألف يوان بنسبة 60%، في حين ازدادت عدد المتاجر التي تنحصر مبيعاتها ما بين 10 آلاف ومليون يوان بنسبة 30%، بينما ازدادت نسبة المتاجر التي تتعدى حاجز المليون إلى 33%.
تم تقديم موقع تيمول دوت كوم في أبريل 2008 كمنصة للبيع بالتجزئة عبر الإنترنت لتكميل بوابة المستهلك إلى المستهلك في موقع تاوباو ليصبح عملاً منفصلاً في يونيو 2011. بحلول أكتوبر 2013، كان الموقع الثامن الأكثر زيارة في الصين، حيث يقدم العلامات التجارية العالمية لقاعدة المستهلكين الصينيين الغنية على نحو متزايد.
بالإضافة إلى ذلك، هناك موقع جوهوسوان، موقع تسوق جماعي في الصين. تم إطلاقه من قبل تاوباو في مارس 2010 وأصبح شركة منفصلة في أكتوبر 2011. لا تقدم منصة جوهوسوان إلا العروض تكون فيها المنتجات متوفرة لفترة زمنية محددة تبدأ من يوم إلى شهر بحد أقصى بأسعار مخفضة.
أطلقت تاوباو أيضا خدمة تعرف باسم إيتاو في أكتوبر 2010 كموقع لمقارنة الأسعار. أصبح الموقع شركة منفصلة في يونيو 2011. وفقا لمجموعة علي بابا، فإن منصة إيتاو توفر منتجات من شركات عالمية كأمازون الصين، دانج دانج، جوم، نايكي الصينية وفانسيل كما هو الحال أيضا مع تاوباو وتيمول.

#### مؤسسة فليجي
فليجي (كانت تسمى سابقا رحلات علي) منصة للسفر عبر الإنترنت، تم تصميمها كمركز للتسوق عبر الإنترنت للعلامات التجارية مثل شركات الطيران والوكالات السياحية. قررت الشركة أن تجعل شعارها على شكل «الخنزير الطائر» مع العبارة التالية:«يجعل السفر حياتك كحياة الخنزير- تأكل، تنام وتستمتع». تم إطلاق هذه المنصة في أواخر أكتوبر 2016. أعلنت الشركة أنها تستهدف جيل الشباب وأنها تأمل أن تصبح المنصة الأولى لتخطيط رحلات الشباب خارج الصين.
في 7 أغسطس 2017، تم الإعلان عن توقيع اتفاقية تعاون مشترك بين بين مجموعة علي بابا ومجموعة فنادق ماريوت الدولية، تهدف الاتفاقية إلى تكوين شركة جديدة تكون فيها فنادق ماريوت هي الاختيار الأول لشركة فليجي. للشركة الجديدة تطبيق على الهواتف المحمولة لحجز الرحلات.

#### مجموعة لازادا

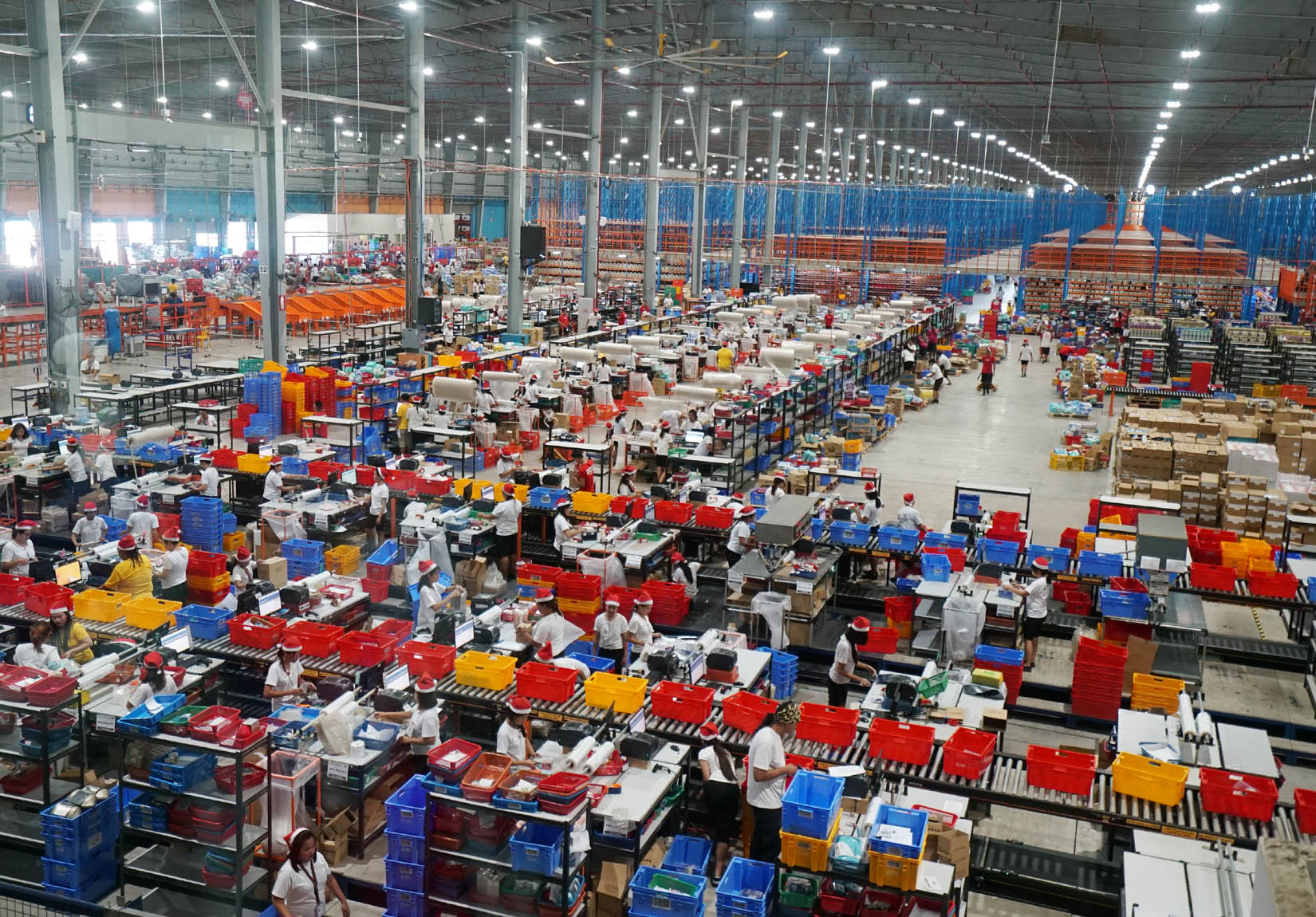
إحدى مستودعات مجموعة لازادا

مجموعة لازادا هي إحدى شركات التجارة الإلكترونية السنغافورية، أسستها شركة روكت إنترنت في عام 2011 بهدف إدارة مواقع في العديد من دول شرق أسيا مثل إندونيسيا، ماليزيا، الفلبين، سنغافورة، تايلاند وفيتنام. أطلقت مواقعها في مارس 2012، مع نموذج تجاري لبيع المخزون للعملاء من مستودعاتها الخاصة.
في عام 2013 أضافت نموذج السوق الذي سمح لتجار التجزئة ببيع منتجاتهم من خلال المواقع الخاصة بهم. تقدم لازادا مجموعة واسعة من المنتجات في فئات مختلفة مثل الالكترونيات الاستهلاكية، السلع المنزلية، لعب الأطفال، الأزياء والمعدات الرياضية.
في أبريل 2016، أعلنت مجموعة علي بابا أنها تنوي الحصول على حصة مسيطرة في لازادا عن طريق دفع 500 مليون دولار لشراء أسهم جديدة غير شراء أسهم بقيمة 500 مليون دولار من المستثمرين الحاليين. في مارس 2018، أعلنت علي بابا عن خطتها لاستثمار ملياري دولار إضافية في الشركة لتصل قيمة استثماراتها الحالية فيها إلى 4 مليار دولار. كما أعلنت عن نيتها في تنصيب المؤسس المشارك لمجموعة علي بابا لوسي بينج كمدير تنفيذي جديد لازادا.

#### 11 مان
في 11 يونيو 2014، أطلقت علي بابا موقع التسوق الأمريكي 11 مان مصرحه بأنه سيحتوي على أكثر من 1000 تاجر في مختلف الفئات مثل الملابس، الموضة، المجوهرات، الكماليات بالإضافة إلى السلع الداخلية كالتحف واللوحات.
في 23 يونيو 2015، أعلنت علي بابا عن بيعها للموقع إلى شركة أوبن سكاي، شركة تسوق عبر الإنترنت مقرها في نيويورك.

### الحوسبة السحابية وتقنية الذكاء الاصطناعي

#### علي بابا كلاود

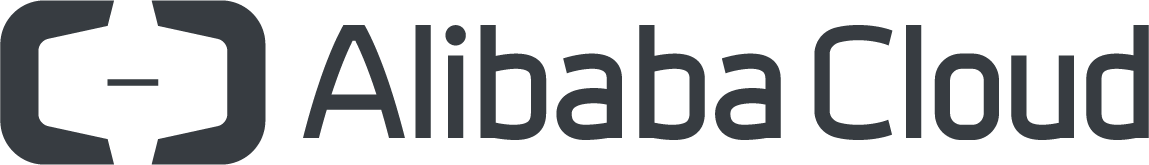
شعار علي بابا كلاود

تهدف علي بابا كلاود إلى إنشاء منصة لخدمات الحوسبة السحابية، بما في ذلك استخراج بيانات التجارة الإلكترونية، معالجة بيانات التجارة الإلكترونية وتخصيص البيانات.
تأسست في سبتمبر 2009 بالتزامن مع الذكرى العاشرة لمجموعة علي بابا. لدى المجموعة مشغلين في هانغتشو، بكين، هونغ كونغ، سنغافورة، وادي السليكون ودبي. في يوليو 2014، دخلت شركة علي بابا كلاود في صفقة شراكة مع انسبر. في عام 2009، استحوذت شركة علي بابا على هاي الصين، أكبر خدمة لتسجيل النطاقات وخدمات استضافة المواقع في الصين وضمتها علي بابا كلاود.
تعتبر الشركة هي أكبر شركة للحوسبة السحابية الراقية في الصين.

#### علي جيني

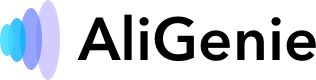
شعار علي جيني

مساعد شخصي ذكي ذو منصة مفتوحة مقرها في الصين تم تقديمها في مؤتمر الحوسبة لعام 2017 في هانغتشو. يتم استخدام علي جيني الآن في تيمول.

#### علي أو إس

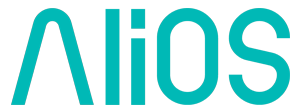
شعار علي او إس

علي او إس (المعروف سابقًا باسم «أليون أو إس» أو «يون أو إس») هو نظام تشغيل مصمم للأجهزة المحمولة.

### فينتك ومنصات الدفع عبر الإنترنت

#### علي باي

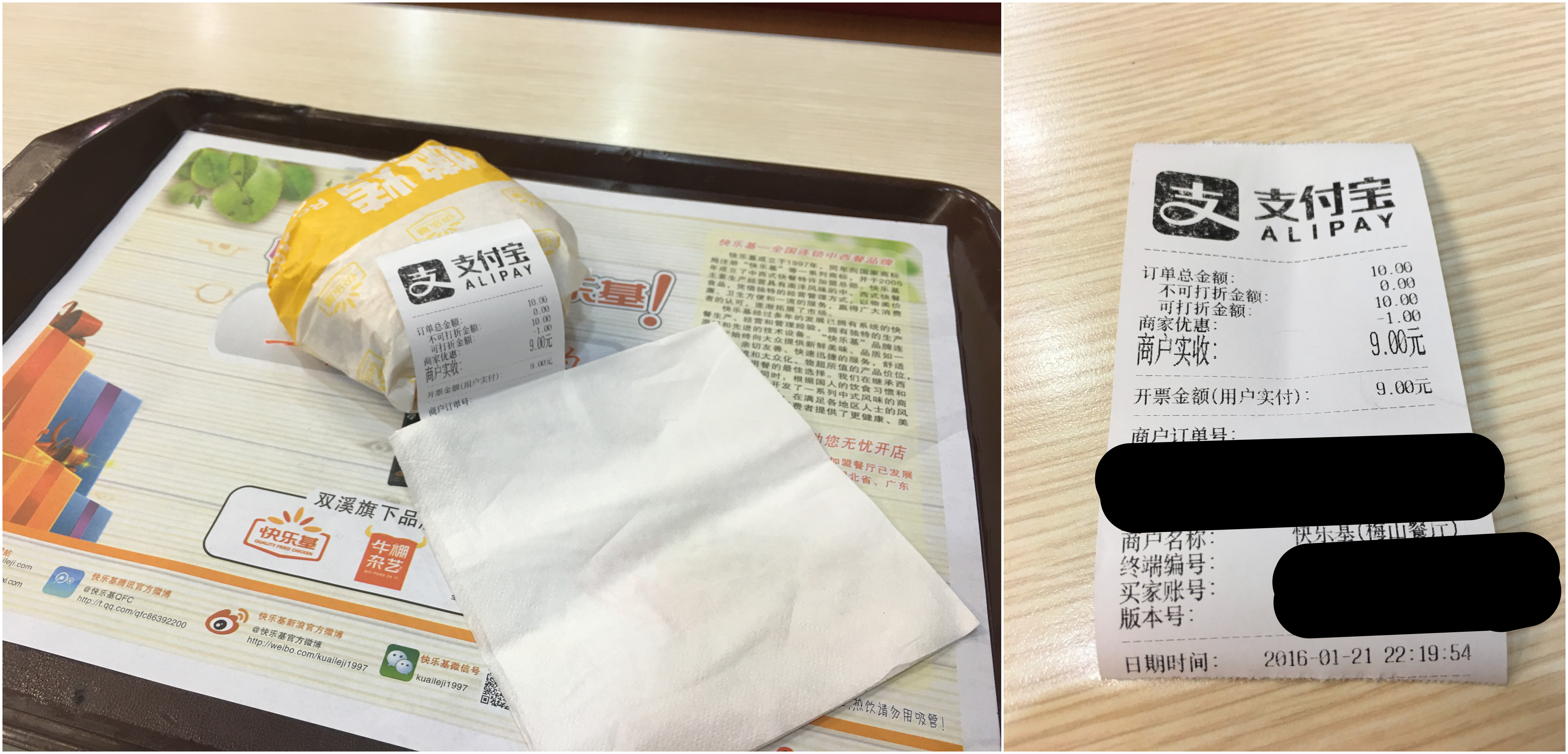
طلب الطعام والدفع بأليباي في الصين

تم إطلاق منصة علي باي في عام 2004، كمنصة للدفع عبر الإنترنت تابع لجهة خارجية بدون رسوم معاملات. توفر المنصة خدمة الضمان، حيث يمكن للمشترين التحقق مما إذا كانوا راضين عن المنتجات التي قاموا بشرائها قبل الإفراج عن المال للبائع. بالإضافة إلى ذلك، قامت شركة أنت المالية، شركة أخرى تابعة لمجموعة علي بابا نظام الدفع باستخدام علي باي منذ عام 2004.
في عام 2010 انفصلت شركة علي باي عن مجموعة علي بابا في خطوة مثيرة للجدل. وفقا لتقرير بحوث المحللين، كان لدى علي باي أكبر حصة سوقية في الصين مع 300 مليون مستخدم نشط متحكمة بذلك بنصف عمليات الدفع عبر الإنترنت في الصين في فبراير 2014.
في عام 2013، أطلقت علي باي منصة للتعاملات المالية أسمتها "Yu'ebao" (余额宝). في عام 2015، أعلنت مجموعة علي بابا على عملها لإنشاء نظاما للدفع يعمل بالتعرف على وجة المالك فقط. يعتبر نظام الدفع السريع والموثوق به من أهم عوامل نجاح المجموعة. تقدم المجموعة عدة أنظمة للدفع مثل بطاقة الائتمان، بطاقات الخصم، علي باي، كويك باي (الدفع السريع) والخدمات المصرفية عبر الإنترنت.
تم تصنيف جريدة أنت فاينانشال التابعة لشركة علي بابا في المركز السادس من قبل مجلة فورتشن موضحة دورها في الاهتمام بالبيئة حيث حققت نجاحا كبيرا في الحد من انبعاثات ثاني أكسيد الكربون.

### الخدمات الترفيهة
قامت شركة علي بابا بإنشاء منصة للخدمات الترفيهية تقوم المنصة بحجز تزاكر، إقامة الحفلات الموسيقية، المسرحيات، الرياضات الإلكترونية والأحداث الرياضية. توفر المنصة تطبيقات للحجز والاستفسار وتحميل الألعاب.

#### علي ميوزيك
في مارس 2015، تم إطلاق علي ميوزيك، قسم الموسيقى الخاص بمجموعة علي بابا. يمتلك القسم تطبيقي Xiami Music و Tiantian Music. في يوليو 2015، عينت المجموعة جاو تشاوسونج رئيسا للشركة وسونج كي مديرا تنفيذيا.
في عام 2017، توقعت تينسنت ميوزيك أرباحا بقيمة 10 مليار دولار بعد توقيع اتفاقية حقوق مع مجموعة علي بابا لتعزيز مكانتها في السوق الصينية. بموجب شروط الصفقة، ستحصل علي بابا على الحق في بث الموسيقى من العلامات الدولية مثل سوني ميوزيك، مجموعة يونيفرسال الموسيقية وواي جي إنترتينمنت.

#### علي صور
في مارس 2014، وافقت علي بابا على الحصول على حصة مسيطرة في مجموعة الإذاعة والصور الصينية مقابل 804 مليون دولار. أعلنت الشركتان أنهما ستنشئان لجنة إستراتيجية للفرص المستقبلية المحتملة في مجال الترفيه عبر الإنترنت وغيرها من المجالات الإعلامية.

#### يوكو تودو
في أبريل 2014، وافقت مجموعة علي بابا ويونفنغ كابيتال، شركة أسهم خاصة يرأسها جاك ما مؤسس علي بابا، على الحصول على حصة مجتمعة قدرها 18.5% في يوكو تودو، والتي تبث سلسلة من البرامج التلفزيونية الشهيرة وأشرطة الفيديو الأخرى عبر الإنترنت.

## تسلسل زمني
- يونيو 1999 : * أنشأ جاك ما بشقته في مدينة هانغتشو موقع علي بابا رفقة 17 من أصدقائه أصبحوا شركائه بعد ذلك. 
 * رفع موقع علي بابا مبلغ $25 مليون دولار من مختلف المؤسسات مثل شركة سوفت بنك كورب وغولدمان ساكس وفيديليتي.
- 2003 : إنشاء موقع تاوباو
- 2004 : إطلاق تطبيق الدفع الإلكتروني علي باي
- 2005 التحالف الإستراتيجي مع ياهو: امتلاك مجموعة علي بابا القابضة موقع ياهو الصيني مقابل إستثمار شركة ياهو وحصولها على نسبة من أسهم مجموعة علي بابا.
- نوفمبر 2007 : دخول موقع علي بابا في بورصة هونغ كونغ للأوراق المالية.
- 2010 : إطلاق موقع علي إكسبريس بوابة موجهة للأفراد على المستوى الدولي.
- 2014 : * اكتتاب المجموعة في وول ستريت. 
 * في مايو 2014، وقع وزير الشؤون الخارجية الفرنسي لوران فابيوس إتفاقية مدتها ثلاث سنوات مع مجموعة علي بابا لزيادة نسبة مشاهدة وترويج المنتجات الفرنسية على موقع علي بابا

## وصلات خارجية
- الموقع الرسمي